# Campyloneurum
Campyloneurum är ett släkte av stensöteväxter. Campyloneurum ingår i familjen Polypodiaceae.

## Bildgalleri

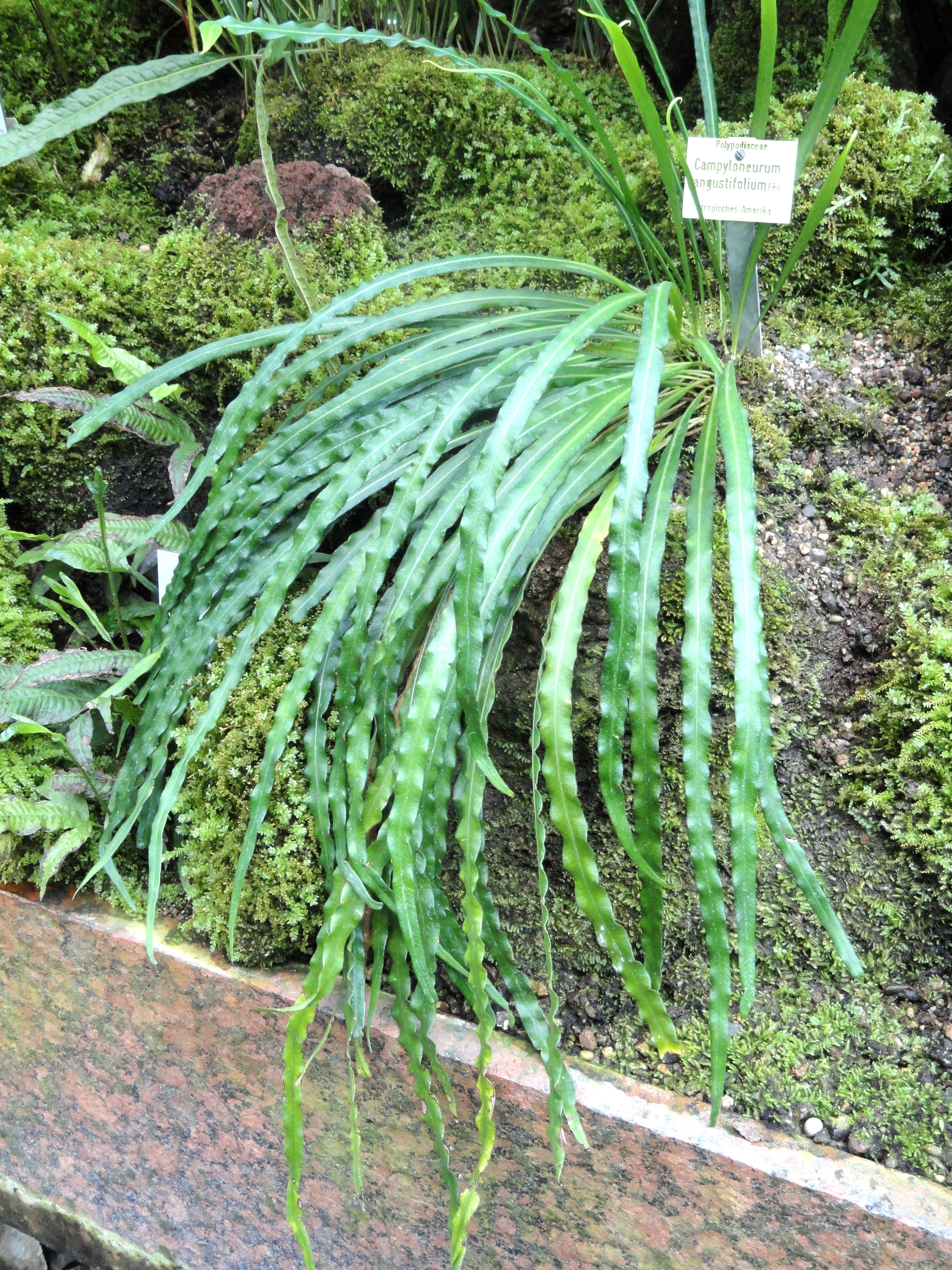
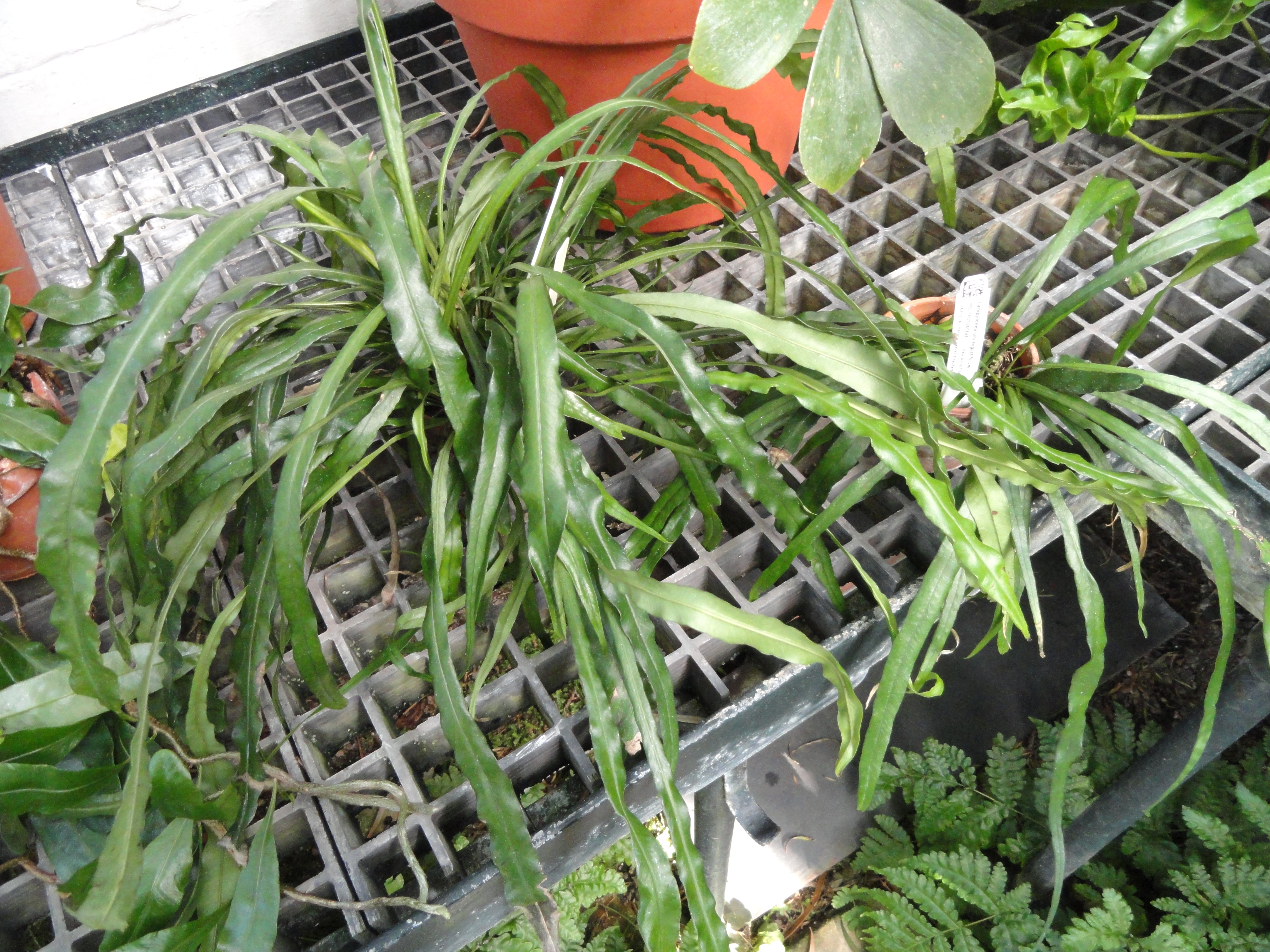
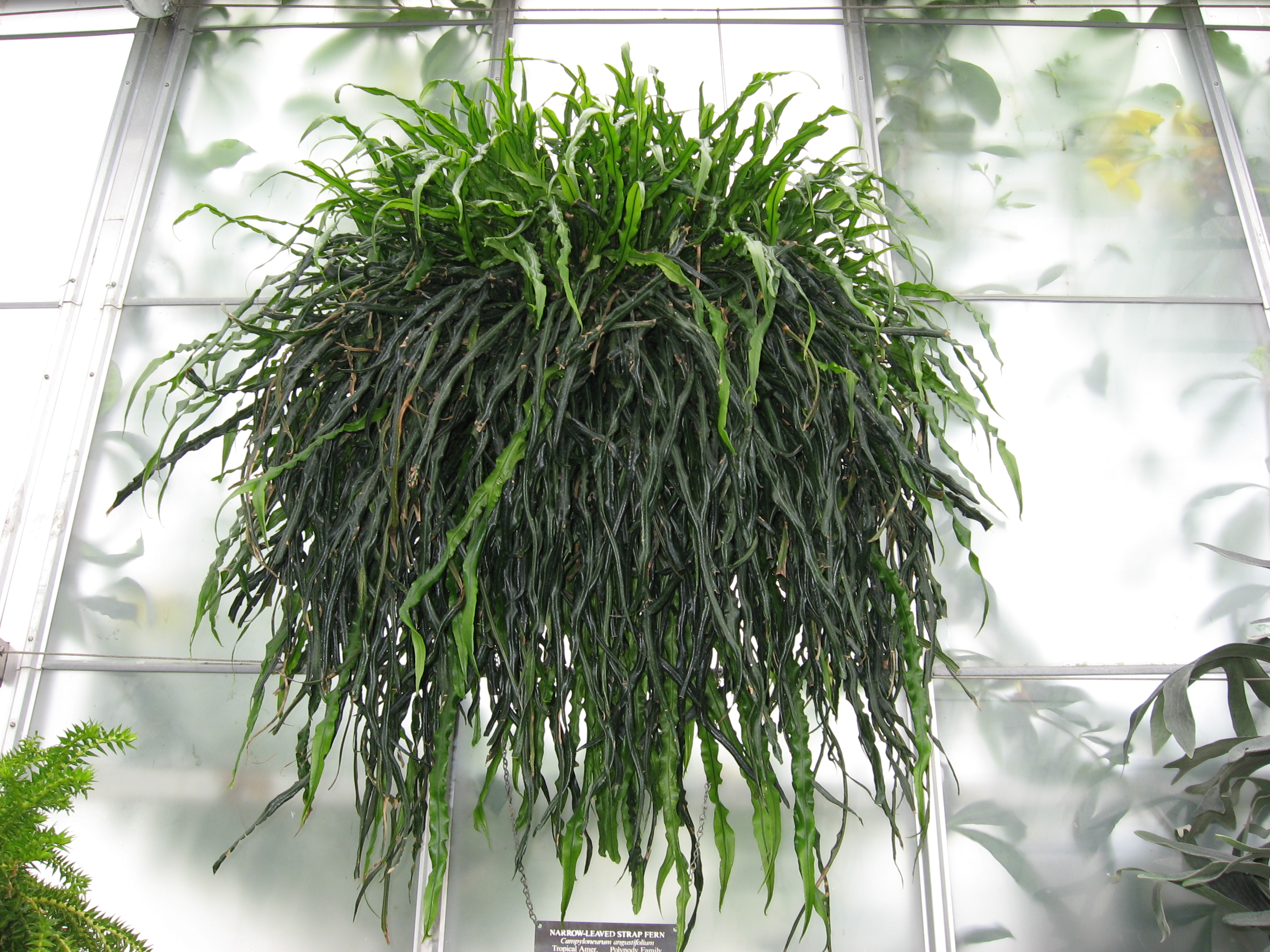
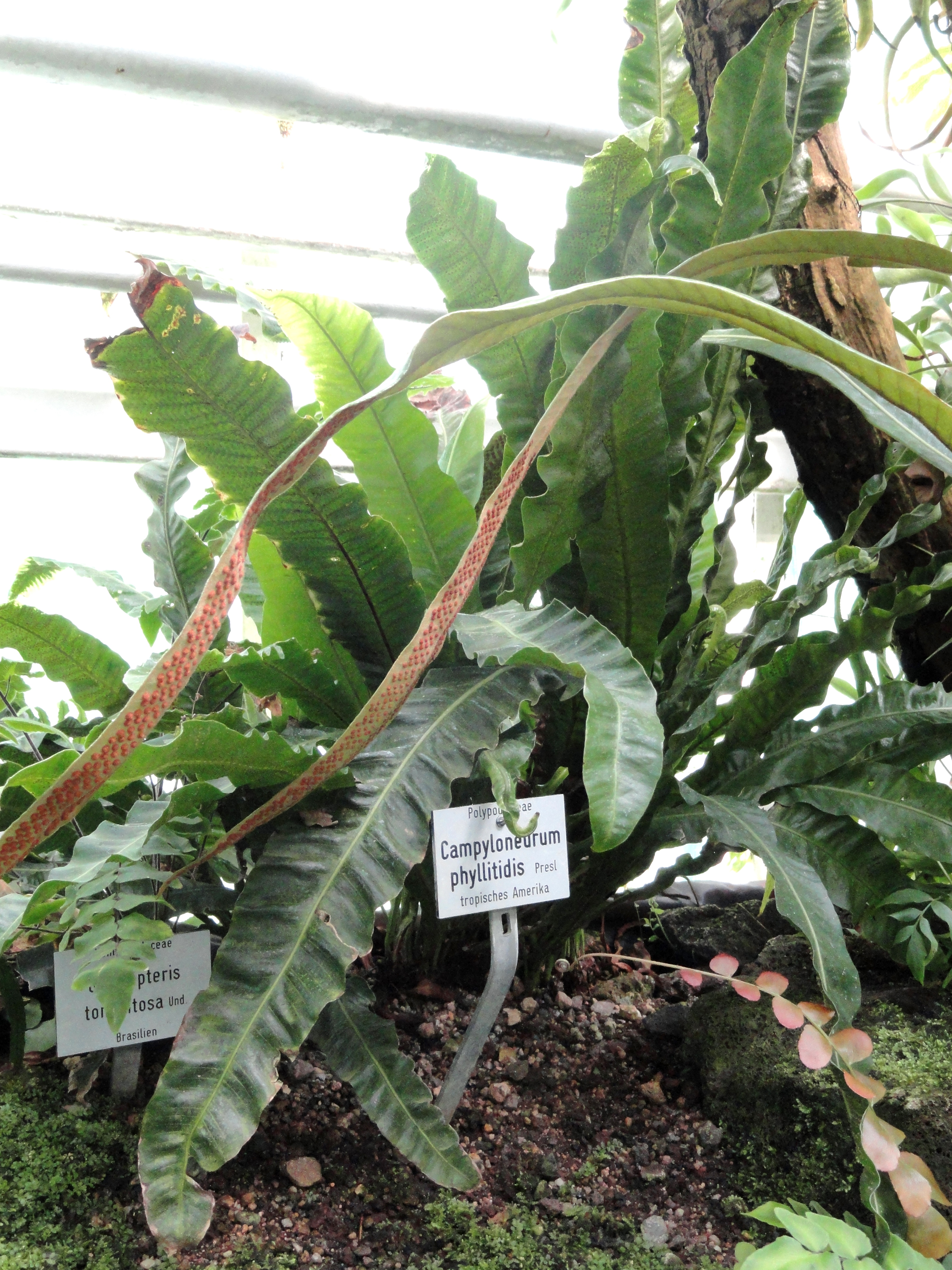
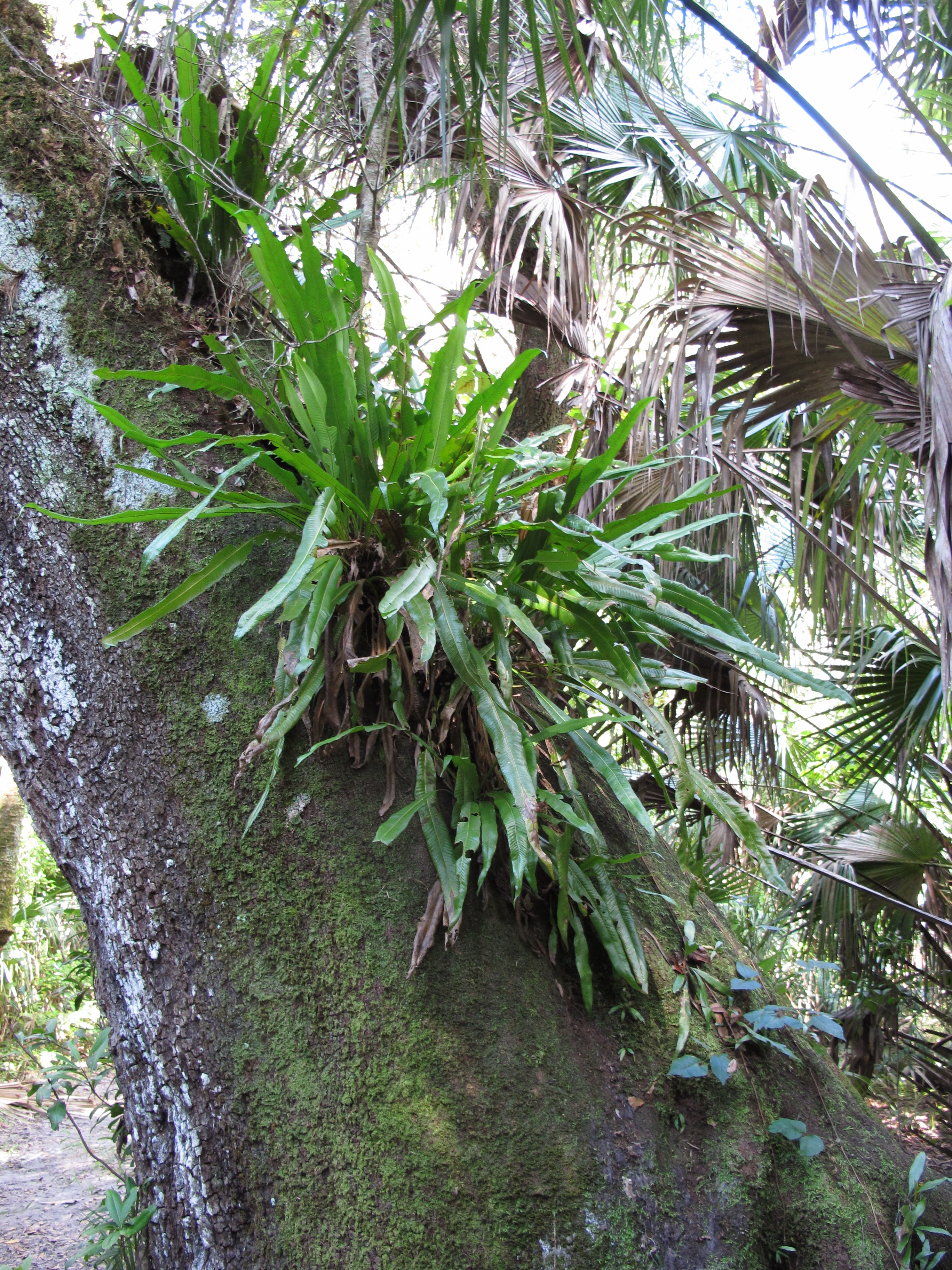
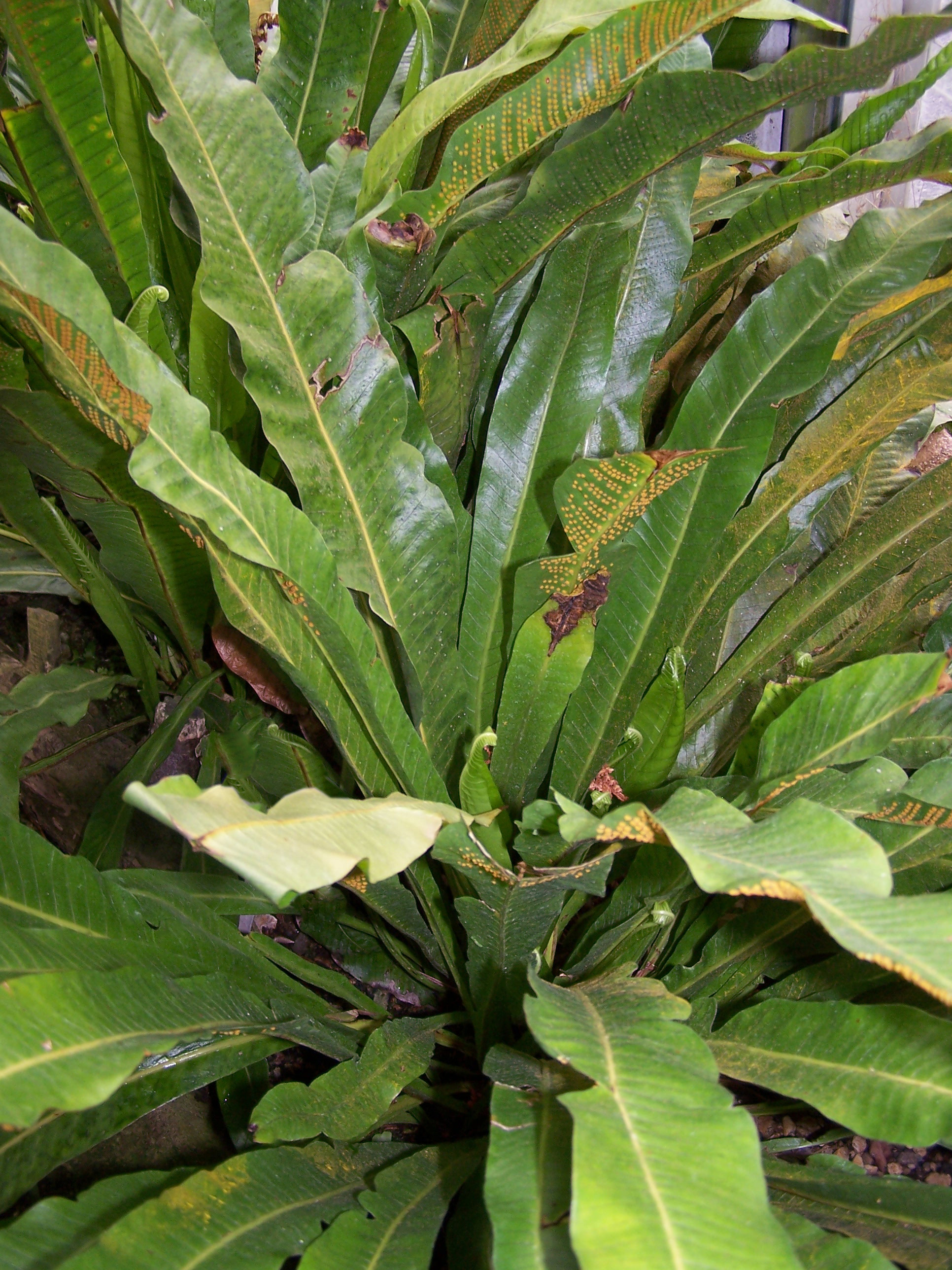

## Dottertaxa tillCampyloneurum, i alfabetisk ordning[1]
- Campyloneurum abruptum
- Campyloneurum acrocarpon
- Campyloneurum aglaolepis
- Campyloneurum amazonense
- Campyloneurum amphostemon
- Campyloneurum anetioides
- Campyloneurum angustifolium
- Campyloneurum angustipaleatum
- Campyloneurum aphanophlebium
- Campyloneurum asplundii
- Campyloneurum austrobrasilianum
- Campyloneurum brevifolium
- Campyloneurum centrobrasilianum
- Campyloneurum chlorolepis
- Campyloneurum chrysopodum
- Campyloneurum coarctatum
- Campyloneurum cochense
- Campyloneurum costatum
- Campyloneurum decurrens
- Campyloneurum densifolium
- Campyloneurum ensifolium
- Campyloneurum falcoideum
- Campyloneurum fuscosquamatum
- Campyloneurum gracile
- Campyloneurum inflatum
- Campyloneurum lorentzii
- Campyloneurum macrosorum
- Campyloneurum magnificum
- Campyloneurum major
- Campyloneurum nitidissimum
- Campyloneurum nitidum
- Campyloneurum oellgaardii
- Campyloneurum ophiocaulon
- Campyloneurum oxypholis
- Campyloneurum pascoense
- Campyloneurum pentaphyllum
- Campyloneurum phyllitidis
- Campyloneurum poloense
- Campyloneurum repens
- Campyloneurum rigidum
- Campyloneurum serpentinum
- Campyloneurum solutum
- Campyloneurum sphenodes
- Campyloneurum sublucidum
- Campyloneurum tenuipes
- Campyloneurum tucumanense
- Campyloneurum wacketii
- Campyloneurum vexatum
- Campyloneurum vulpinum
- Campyloneurum wurdackii
- Campyloneurum xalapense